# 東京衛生アドベンチスト病院
東京衛生アドベンチスト病院（とうきょうえいせいあどべんちすとびょういん）は、東京都杉並区天沼にある病院である。運営はセブンスデー・アドベンチスト教団系の医療法人財団アドベンチスト会。敷地には付属の教会通りクリニック、付属めぐみクリニック、在宅ケアセンターがある。救急指定病院、日本医療機能評価機構認定病院。慶應義塾大学関連病院会の一員。

## 概要
歴史は1929年（昭和4年）に現在の地に20床から開設し、1945年（昭和20年）には一度閉鎖されたが、2年後の1947年（昭和22年）11月には30床で再開し、1996年（平成8年）には産科棟を新築したのと同時に産科棟のみ専用入口を設けているのが特徴、同年6月にはホスピスを併設するようになり、2008年に186床認可。2019年に「東京衛生病院」から「東京衛生アドベンチスト病院」に改称。
2005年（平成17年）5月には東京衛生病院付属の教会通りクリニックが開院したのに伴い、外来の内科・外科・小児科・婦人科・整形外科・泌尿器科・眼科は教会通りクリニックで業務を行い、歯科は同年12月に付属歯科クリニック開院によってそちらで行うようになっていた。付属歯科クリニックについては、2015年（平成27年）3月に再び病院へ統合されている。
産科の他内科、外科、小児科、産婦人科、整形外科、緩和ケア病棟、リハビリテーション科、人間ドック、健診、渡航健診(VISA)、地域医療連携室など行っており、夜間救急は東京衛生病院が担当をしている。
地域では産科と小児科の人気・評判が高く、産科の入口が独立しているのが特徴である。
国内にはセブンスデー・アドベンチスト教団が経営する系列の病院として神戸アドベンチスト病院と沖縄のアドベンチストメディカルセンターがある。

## 交通アクセス
公式サイトのアクセスを基に執筆
- JR中央線・東京メトロ丸ノ内線「荻窪駅」北口より徒歩7分
- 関東バス「東京衛生病院入口」下車、徒歩3分